# Uta de Ballenstedt
Uta de Ballenstedt (* hacia 1000 en Ballenstedt; † 23 de octubre, antes de 1046), de la casa de Ascania, fue la esposa del margrave Ecardo II de Meissen.

## Vida

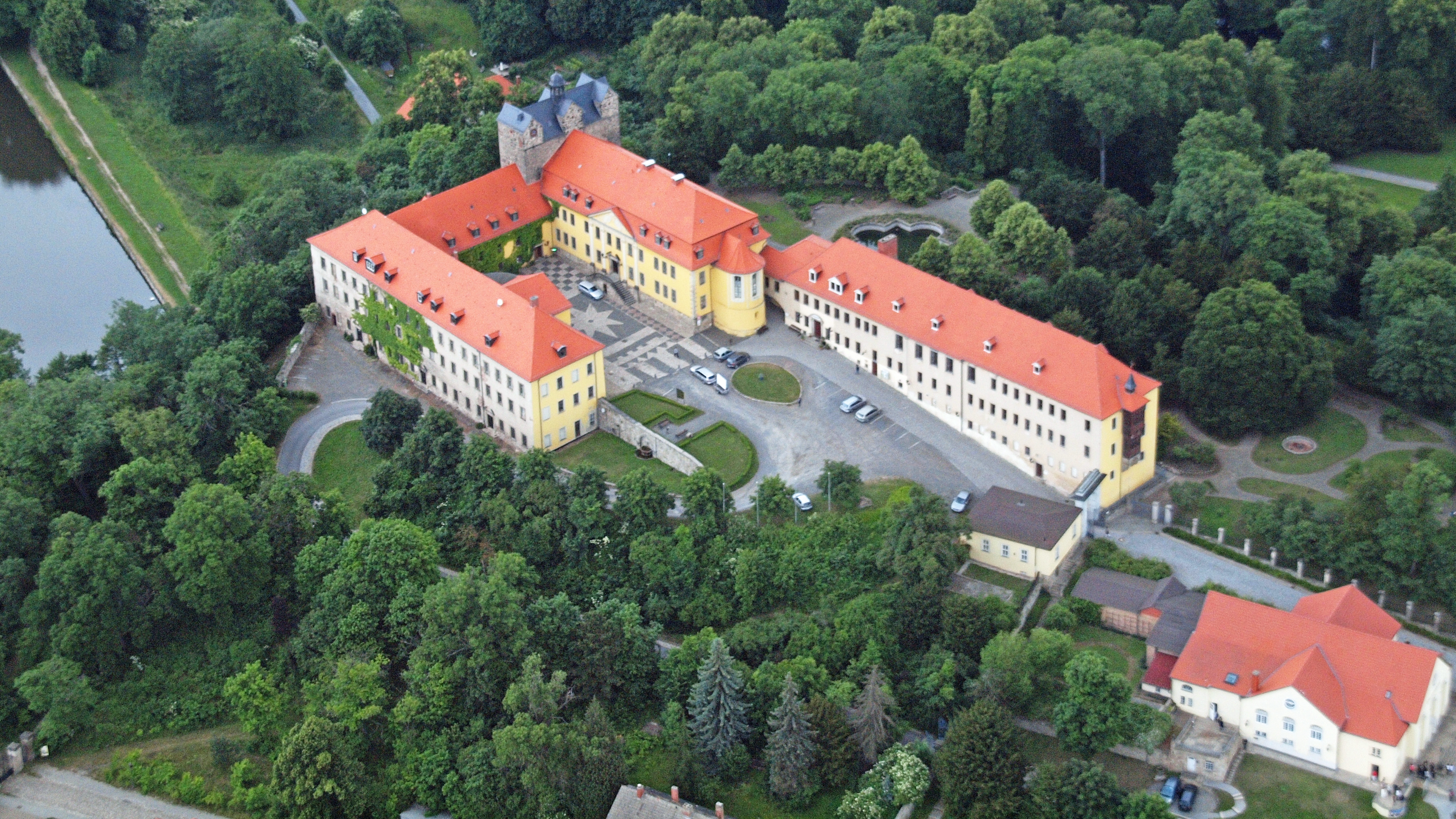
Castillo de Ballenstedt, Ballenstedt: vista aérea desde el sureste.

Uta era hija del conde Adalberto de Ballenstedt y de su esposa Hidda, hija a su vez del margrave Hodón I (930-993) de la Marca de Lusacia. El hermano de Uta, Esico de Ballenstedt, fue el padre fundador de la casa de Ascania. Alrededor de 1026, su padre Adalberto la casó por razones políticas y de poder con el margrave de Meissen. El matrimonio no tuvo hijos. Con Ecardo II se extinguió la dinastía de los Ekkehardiner.
Al morir Ecardo, la dote de Uta pasó en 1046 a la iglesia de San Ciriaco de Gernrode (donde la hermana de Uta, Hazecha, fue elegida abadesa no después de 1044), y a la emperatriz Inés de Poitou.
Como una de los fundadores de la capilla alrededor de la cual se construyó la actual catedral de Naumburgo, está representada en el coro occidental de la catedral junto a su marido Ecardo. Su estatua es la famosa Uta de Naumburgo.

## Literatura (en alemán)
- Helmut Assing: Die frühen Askanier und ihre Frauen. Kulturstiftung Bernburg, Bernburg 2002, ISBN 3-9805532-9-9, S. 6.
- Michael Imhof, Holger Kunde: Uta von Naumburg. Michael Imhof Verlag, Petersberg 2011, ISBN 978-3-86568-655-8.
- Andreas Thiele: Erzählende genealogische Stammtafeln zur europäischen Geschichte. Tomo 1: Deutsche Kaiser-, Königs-, Herzogs- und Grafenhäuser. Teilband 1. 2., überarbeitete und erweiterte Auflage. R. G. Fischer, Frankfurt am Main 1993, ISBN 3-89406-965-1, tala 217.
- Wolfgang Ullrich: Uta von Naumburg. Eine deutsche Ikone (= Wagenbachs Taschenbücherei. 523). 3. Auflage. Wagenbach, Berlín 2011, ISBN 978-3-8031-2523-1.
- Hermann Wäschke: Anhaltische Geschichte. Tomo 1: Geschichte Anhalts von den Anfängen bis zum Ausgang des Mittelalters. Otto Schulze, Cöthen 1912, págs. 67–69.